# 治助崎山
治助崎山（じすけざきやま）は、秋田県鹿角市にある山である。

## 概要
標高881.9m。熊沢川（米代川水系支流）の上流域にある谷内沼の近くにある。また、国道341号沿線の切留平（きりとめたい）から分岐する八幡平アスピーテライン（岩手県道・秋田県道23号大更八幡平線）は、治助崎山と谷内沼の間を通っている。

## 観光
治助崎山付近の南側が、十和田八幡平国立公園八幡平地区の区域になっている。